# Toonkunst Arnhem

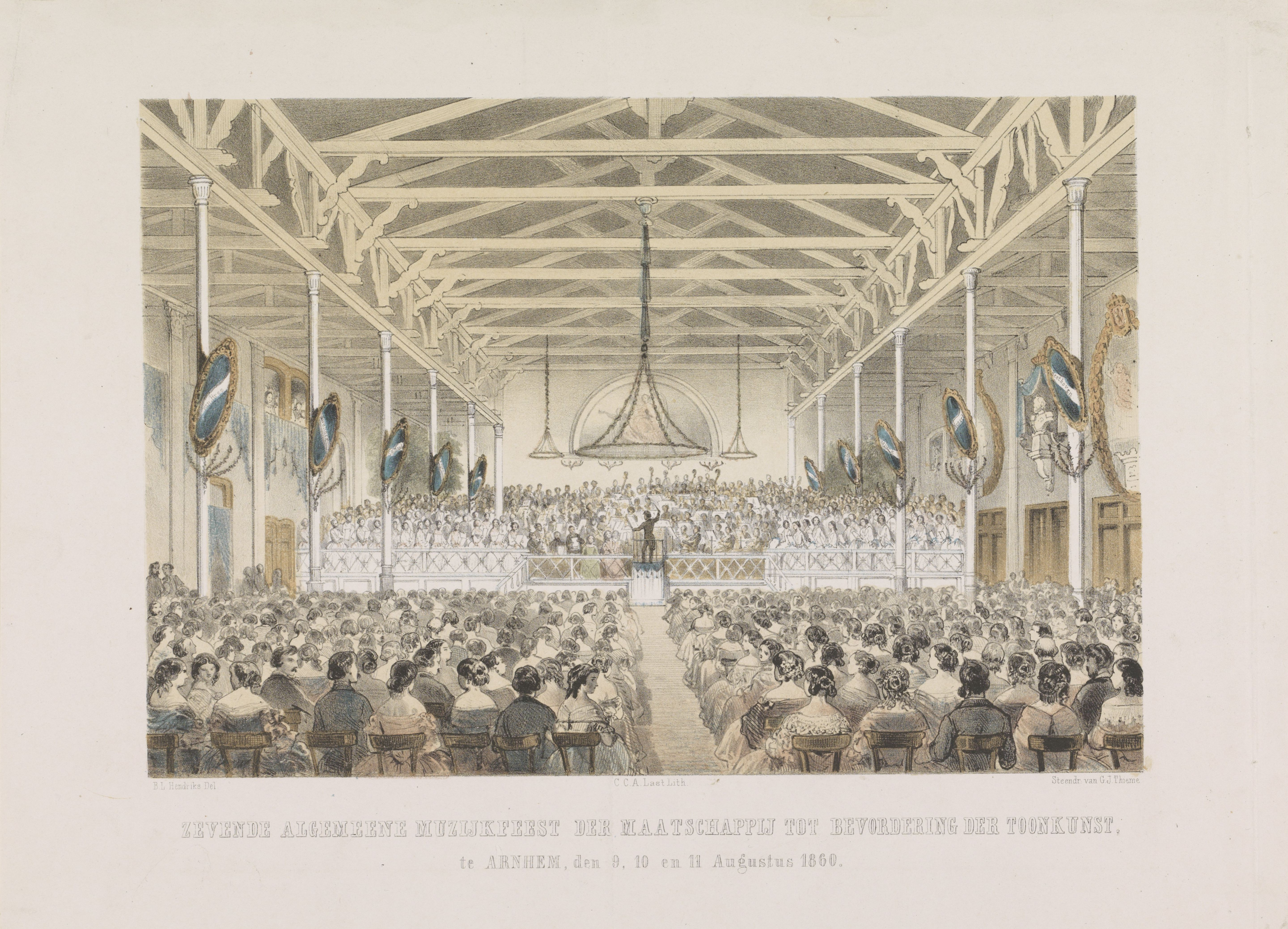
Zevende Algemeene Muzijkfeest der Maatschappij tot Bevordering der Toonkunst, 1860

Toonkunst Arnhem is een koor in Arnhem.

## Repertoire
Toonkunst Arnhem is een oratoriumkoor dat grote vocale werken uitvoert. In bijna alle gevallen wordt het koor begeleid door Het Gelders Orkest. Naast de Matthäus Passion van Bach, die jaarlijks tweemaal wordt uitgevoerd, staan o.a. werken van Joseph Haydn en Wolfgang Amadeus Mozart op het programma. Maar ook werk van meer recente (laat-19e-eeuwse) componisten als Max Reger en Ralph Vaughan Williams wordt uitgevoerd.

## Dirigenten
Rondom de eeuwwisseling van de twintigste eeuw passeert een groot aantal dirigenten de toonkunstrevue in Arnhem. Een van de belangrijkste dirigenten was Marius Brandts Buys, die van 1915 tot 1942 het koor dirigeerde. Zijn zoon Hans Brandts Buys was dirigent van Toonkunst van 1946 tot 1959. Hij werd opgevolgd door Jaap Hillen. Van 1989 tot 2020 stond het koor onder de muzikale leiding van Joop Schets. Vanaf 2020 is Bas van den Heuvel dirigent van Toonkunst Arnhem. 

## Geschiedenis
Het koor werd opgericht in de 19e eeuw. Een exacte oprichtingsdatum is niet bekend. Volgens de Toonkunstarchieven in Amsterdam is het koor in 1896 definitief opgericht. 
Het koor kende een grote bloeiperiode tussen 1853 en 1874. In 1909 voerde  Toonkunst Arnhem voor de eerste maal de Matthäus-Passion uit onder dirigent Johan Wagenaar.